# DN29D
De DN29D (Drum Național 29D of Nationale weg 29D) is een weg in Roemenië. Hij loopt van Botoșani via Trușești naar Ștefănești. De weg is 48 kilometer lang.